# ماركو براند
ماركو براند (بالإيطالية: Marco Brand)‏ هو سائق سباق إيطالي، ولد في 31 يناير 1957 في ميلانو في إيطاليا.

## روابط خارجية
- ماركو براند على موقع DriverDB.com (الإنجليزية)